# 빌라이
빌라이(Bhilai, 힌디어: भिलाई)는 인도 차티스가르주 서부에 위치한 도시로, 인구는 753,837명(2001년 기준)이며 라이푸르에서 서쪽으로 25km 정도 떨어진 곳에 위치한다.
인도국영제철공사(SAIL)의 4대 고로제철소중
하나인 빌라이 제철소가 있다.

## 같이 보기
- 차티스가르주